# Segunda División de Chile 1975
Segunda División de Chile 1975 var 1975 års säsong av den näst högsta nationella divisionen för fotboll i Chile, som vanns av Universidad Católica som således tillsammans med andraplacerade Deportes Ovalle gick upp i Primera División (den högsta divisionen). Soinca Bata åkte ner till den lägre divisionen. Segunda División 1975 bestod av 16 lag där alla mötte varandra två gånger, vilket gav totalt 30 matcher per lag. Efter dessa 26 matcherna gick de två främsta upp till en högre division, medan det sämsta laget i varje grupp gick till kvalspel.

## Tabell
Lag 1–2: Uppflyttade till Primera División.
| Nr | Lag                  | S  | V  | O  | F  | GM | IM | MS  | P  |
| -- | -------------------- | -- | -- | -- | -- | -- | -- | --- | -- |
| 1  | Universidad Católica | 30 | 18 | 9  | 3  | 64 | 22 | +42 | 45 |
| 2  | Deportes Ovalle      | 30 | 15 | 11 | 4  | 53 | 25 | +28 | 41 |
| 3  | Ñublense             | 30 | 17 | 5  | 8  | 55 | 44 | +11 | 39 |
| 4  | San Luis de Quillota | 30 | 12 | 12 | 6  | 42 | 28 | +14 | 36 |
| 5  | Unión San Felipe     | 30 | 14 | 7  | 9  | 55 | 33 | +22 | 35 |
| 6  | Ferroviarios         | 30 | 13 | 8  | 9  | 59 | 48 | +11 | 34 |
| 7  | Trasandino           | 30 | 11 | 11 | 8  | 49 | 41 | +8  | 33 |
| 8  | Audax Italiano       | 30 | 11 | 10 | 9  | 52 | 46 | +6  | 32 |
| 9  | San Antonio Unido    | 30 | 12 | 8  | 10 | 42 | 48 | −6  | 32 |
| 10 | Iberia               | 30 | 10 | 8  | 12 | 39 | 43 | −4  | 28 |
| 11 | Deportes Linares     | 30 | 8  | 8  | 14 | 40 | 54 | −14 | 24 |
| 12 | Unión La Calera      | 30 | 7  | 10 | 13 | 31 | 46 | −15 | 24 |
| 13 | Curicó Unido         | 30 | 5  | 11 | 14 | 42 | 56 | −14 | 21 |
| 14 | Independiente        | 30 | 5  | 11 | 14 | 34 | 62 | −28 | 21 |
| 15 | Malleco Unido        | 30 | 5  | 9  | 16 | 31 | 48 | −17 | 19 |
| 16 | Soinca Bata          | 30 | 4  | 8  | 18 | 33 | 77 | −44 | 16 |